# Erdsystem
|  | Dieser Artikel wurde aufgrund von Mängeln auf der Qualitätssicherung Naturwissenschaften eingetragen. Dies geschieht, um die Qualität der Artikel aus den übergreifenden Themengebieten der Naturwissenschaften auf ein akzeptables Niveau zu bringen. Dabei können Artikel gelöscht werden, die nicht signifikant verbessert werden können. Hilf mit, die Mängel dieses Artikels zu beseitigen, und beteilige dich an der Diskussion. |

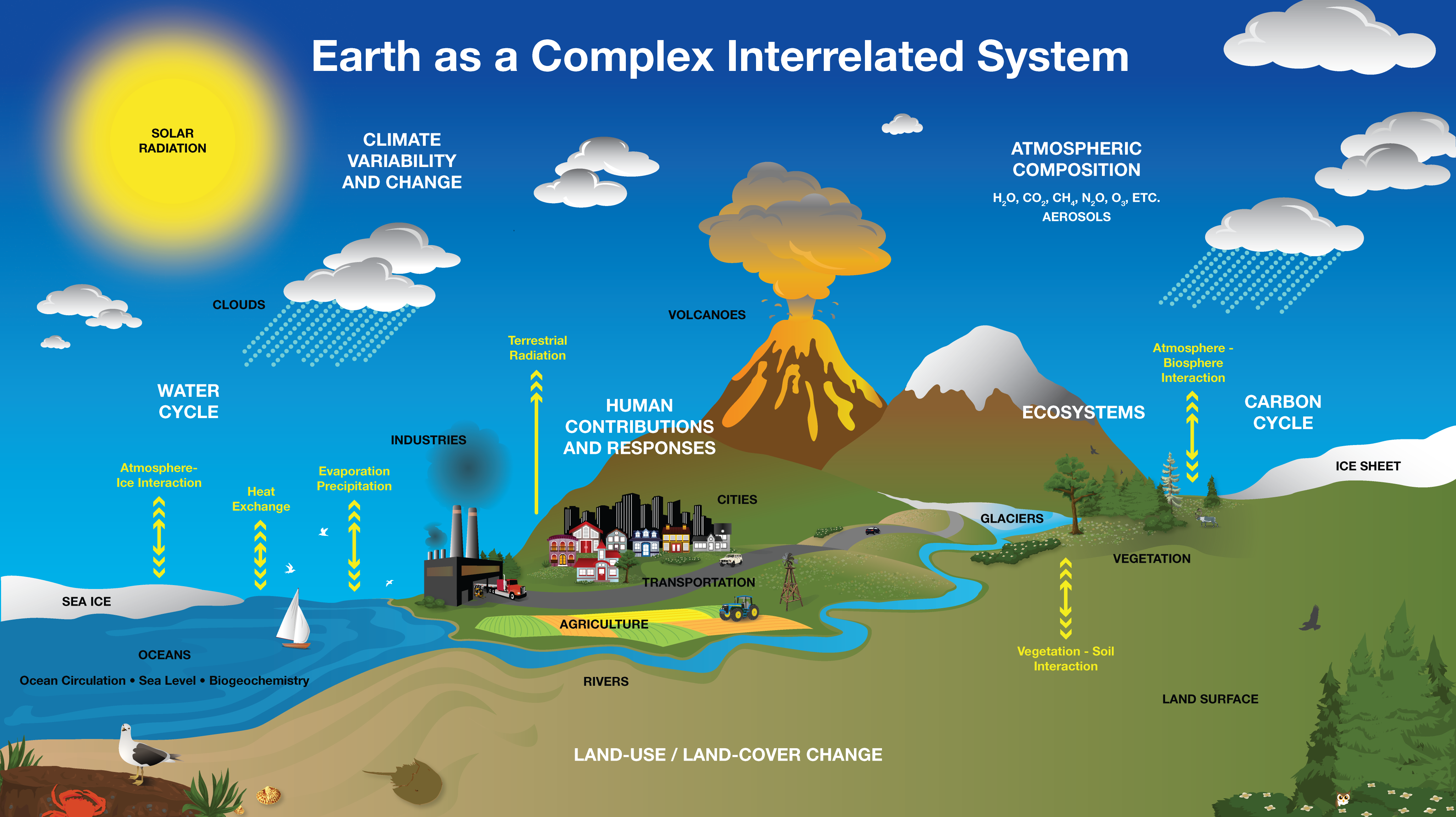
Die Erde besteht aus vielfältigen Prozessen und Systemen, die auf komplexe Weise miteinander interagieren.

Erdsystem (engl. Earth System) bezeichnet die Gesamtheit der physikalischen, chemischen, biologischen und gesellschaftlichen Prozesse, die das Klima, die Umwelt und die geophysikalischen Bedingungen der Erde bestimmen. Es umfasst die Wechselwirkungen zwischen der Atmosphäre, der Hydrosphäre, der Kryosphäre, der Lithosphäre und der Biosphäre sowie die menschliche Einflussnahme auf diese Komponenten.

## Konzept und Struktur
Der Begriff „Erdsystem“ wird häufig synonym mit dem Begriff des „Systems Erde“ verwendet. Beide Konzepte betrachten die Erde als ein dynamisches System aus interagierenden Subsystemen. Dazu gehören die Landmassen, Ozeane, die Atmosphäre und die Eisregionen, insbesondere an den Polen. Das Erdsystem schließt die natürlichen biogeochemischen Kreisläufe ein, darunter die Kreisläufe des Kohlenstoffs, Wassers, Stickstoffs, Phosphors und Schwefels sowie Prozesse im Erdinneren.
Keines der Subsysteme kann isoliert betrachtet werden. Die Subsysteme stehen durch den Austausch von Energie und Materie in Wechselwirkung. Rückkopplungsmechanismen sorgen für Stabilität über lange Zeiträume. Manche Teilsysteme haben jedoch mehrere stabile Zustände, und eine ausreichend große Störung kann das System insgesamt in einen neuen, möglicherweise irreversiblen Gleichgewichtszustand versetzen, wenn ein sogenannter Kipppunkt überschritten wird.

## Subsysteme

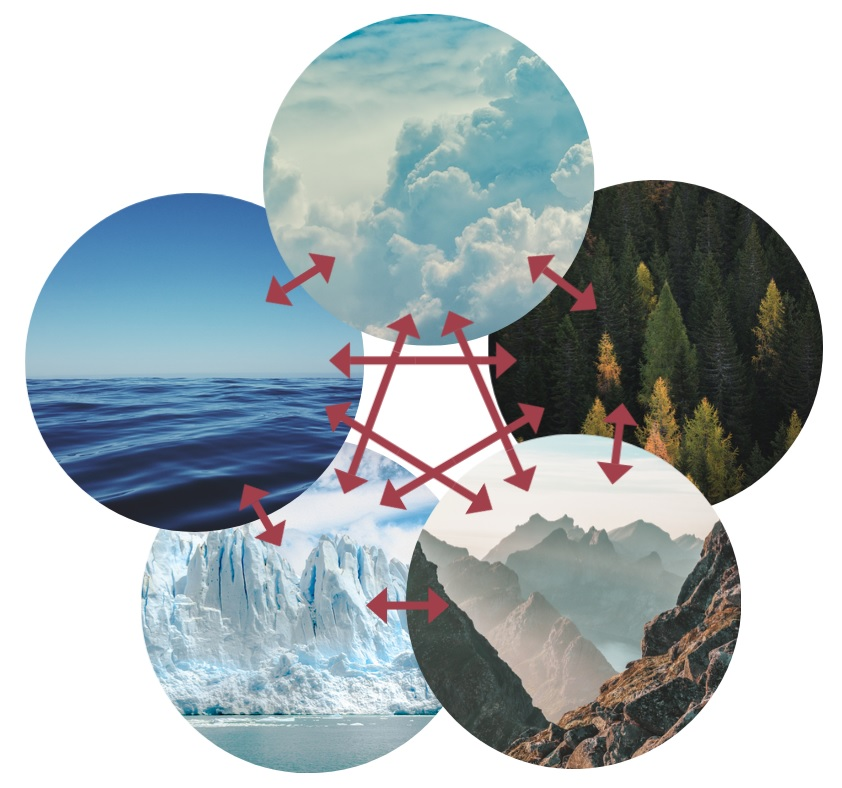
Die fünf Komponenten des Klimasystems interagieren miteinander. Es sind die Atmosphäre, die Hydrosphäre, die Kryosphäre, die Lithosphäre und die Biosphäre.

### Atmosphäre
Die Atmosphäre ist die gasförmige Hülle der Erde. Sie reguliert durch den Strahlungshaushalt das Klima. Änderungen in der atmosphärischen Zusammensetzung, etwa der Anstieg von CO₂, beeinflussen andere Erdsystemkomponenten und verstärken den Klimawandel.

### Hydrosphäre
Die Hydrosphäre umfasst alle Wasserreservoire der Erde, darunter Ozeane, Flüsse, Seen und Grundwasser. Sie beeinflusst das Klima durch Wärmespeicherung und -transport sowie durch den Wasserkreislauf.

### Kryosphäre
Die Kryosphäre besteht aus allen gefrorenen Wassermassen der Erde, darunter Gletscher, Eiskappen und Meereis. Sie reflektiert große Mengen Sonnenstrahlung und trägt zur globalen Energiebilanz bei. Ihr Rückgang aufgrund der Erderwärmung hat weitreichende Folgen für den Meeresspiegel und das Klimasystem.

### Lithosphäre
Die Lithosphäre ist die feste äußere Gesteinsschicht der Erde. Prozesse wie Vulkanismus, Plattentektonik und Erosion beeinflussen langfristig die Zusammensetzung der Atmosphäre und das Klima.

### Biosphäre
Die Biosphäre umfasst alle lebenden Organismen und ihre Wechselwirkungen mit anderen Subsystemen. Sie spielt eine zentrale Rolle in biogeochemischen Kreisläufen, insbesondere des Kohlenstoffs und Stickstoffs.

### Anthroposphäre
Die Anthroposphäre umfasst den Einfluss menschlicher Aktivitäten auf das Erdsystem. Dazu gehören Wirtschaft, Landnutzung, Urbanisierung und Industrialisierung. Der Mensch ist zu einem dominierenden Akteur im Erdsystem geworden und beeinflusst zahlreiche globale Prozesse maßgeblich.

## Globaler Wandel und menschlicher Einfluss
Im 20. Jahrhundert hat sich das wissenschaftliche Verständnis des Erdsystems grundlegend gewandelt. Während ursprünglich einzelne Komponenten isoliert untersucht wurden, erkannte man zunehmend, dass Umweltveränderungen sich auf alle Erdsystemkomponenten auswirken.
Mit dem rasanten Anstieg menschlicher Aktivitäten entstand das Konzept des Globalen Wandels. Dieser Begriff beschreibt tiefgreifende, vom Menschen verursachte Veränderungen, die das Erdsystem in einem erdumfassenden Maßstab beeinflussen. Dazu gehören Klimawandel, Veränderungen der Meeresströmungen, Biodiversitätsverlust, Umweltverschmutzung und Veränderungen der Landnutzung.

### Rückkopplungen und Kipppunkte
Das Erdsystem ist durch zahlreiche Rückkopplungen geprägt. Ein Anstieg der CO₂-Konzentration führt beispielsweise zu einer Erwärmung des Klimas, wodurch Eismassen abschmelzen, der Meeresspiegel steigt und die Albedo der Erde verringert wird. Diese Veränderungen verstärken die Erwärmung weiter.
Einige Subsysteme des Erdsystems können Kipppunkte erreichen, an denen eine relativ kleine Veränderung eine abrupte Umstellung des gesamten Systems auslöst. Zu den potenziellen Kipppunkten gehören das Abschmelzen der grönländischen und antarktischen Eisschilde, Veränderungen in der atlantischen Meereszirkulation und das großflächige Absterben tropischer Regenwälder.

## Erdsystemforschung
Die Erdsystemwissenschaft ist ein interdisziplinäres Forschungsfeld, das sich mit der Modellierung und Analyse globaler Umweltveränderungen befasst. Wichtige Forschungsinstitutionen sind das Intergovernmental Panel on Climate Change (IPCC), das International Geosphere-Biosphere Programme (IGBP) sowie das World Climate Research Programme (WCRP) der Weltorganisation für Meteorologie.